# Opisthoxia ockendeni
Opisthoxia ockendeni là một loài bướm đêm trong họ Geometridae.